# Drosophila melanura
Drosophila melanura är en tvåvingeart som beskrevs av Miller 1944. Drosophila melanura ingår i släktet Drosophila och familjen daggflugor.
Artens utbredningsområde täcker delar av USA.